# Partido Democracia Real
Partido Democracia Real (Nederlands: Echte Democratie, PDR) is een politieke partij in Aruba, die tussen 2009 en 2017 met één zetel vertegenwoordigd was in de Staten van Aruba. Begin 2017 ging de partij op in de partij Pueblo Orguyoso y Respeta.

## Geschiedenis
De partij werd op 20 augustus 2004 opgericht door Andin Bikker. Bij de eerste deelname aan de verkiezingen van 2005 kreeg de partij 3,98% van de stemmen, hetgeen ontoereikend was voor het halen van de kiesdeler.
Bij de verkiezingen van 2009 behaalde de partij één zetel, welke bij de verkiezingen van 2013 werd behouden. PDR-partijleider, Andin Bikker, trad tussen 2009 en 2017 op als statenlid. Het totaal aantal door de partij behaalde stemmen was 2.414 in 2005, 3.144 in 2009 en 4.518 in 2013. 
Na maandenlange interne strubbelingen om de macht binnen de partij fuseerde de PDR in 2017 met de nieuwopgerichte partij, Pueblo Orguyoso y Respeta (POR), onder leiding van Otmar Oduber. Aan de verkiezingen op 22 september 2017 nam zij niet deel.